# Richard Bokatola
Richard Bokatola-Lossombo (Brazzaville, 11 aprile 1978) è un ex calciatore congolese (Repubblica del Congo), di ruolo attaccante.